# Maximilian Czerwinski
Maximilian Czerwinski (* 22. Juni 1998 in Dortmund) ist ein deutscher Dartspieler. Sein Spitzname Gurke rührt von einer Vorliebe zum Verzehr von Gurken her.

## Karriere
Maximilian Czerwinski konnte im April 2024 beim DDV-Ranglistenturnier in Bingen sein erstes Turnier gewinnen. Des Weiteren spielte er die neugeschaffene PDC Europe Next Gen, wo er im 14. Turnier der Serie das Halbfinale erreichte. Beim World Masters 2024 konnte Czerwinski unter anderem Andy Boulton sowie Dennie Olde Kalter besiegen, ehe er in der Runde der Letzten 64 gegen Kai Gotthardt ausschied. Zudem versuchte er sich für die WDF World Darts Championship 2024 qualifizieren scheiterte allerdings in der zweiten Runde an Paul Mitchell. Im Oktober 2024 gewann Czerwinski die Waterkant Trophy in Hamburg. Bei der PDC Q-School 2025 sicherte er sich durch gute Ergebnisse am letzten Spieltag über die Rangliste eine Tour Card für die PDC Pro Tour.

## Turnierergebnisse
| Turnier                    | 2024 | 2025 |
| -------------------------- | ---- | ---- |
| WDF-Platin-/Major-Turniere |      |      |
| World Masters              | 3R   | n/a  |
| PDC-Ranking-Turniere       |      |      |
| World Masters              | n/a  | VR   |
| UK Open                    | n/t  | 1R   |
| Karrierestatistiken        |      |      |
| Jahresendplatzierung       | 281  |      |
| Verband                    | WDF  | PDC  |

| Legende zu den Turnierergebnissen | Legende zu den Turnierergebnissen | Legende zu den Turnierergebnissen | Legende zu den Turnierergebnissen | Legende zu den Turnierergebnissen | Legende zu den Turnierergebnissen | Legende zu den Turnierergebnissen | Legende zu den Turnierergebnissen | Legende zu den Turnierergebnissen | Legende zu den Turnierergebnissen |
| --------------------------------- | --------------------------------- | --------------------------------- | --------------------------------- | --------------------------------- | --------------------------------- | --------------------------------- | --------------------------------- | --------------------------------- | --------------------------------- |
| n/t                               | nicht teilgenommen                | n/q                               | nicht qualifiziert                | n/a                               | nicht ausgetragen                 | #R                                | Aus in jeweiliger Runde           | GP                                | Aus in der Gruppenphase           |
| AF                                | Achtelfinalist                    | VF                                | Viertelfinalist                   | HF                                | Halbfinalist                      | F                                 | Turnierfinalist                   | S                                 | Turniersieger                     |